# Стрыкув
Стрыкув (пол. Stryków)  —  город  в Польше, входит в Лодзинское воеводство,  Згежский повят.  Имеет статус городско-сельской гмины. Занимает площадь 8,15 км². Население — 3602 человека (на 2004 год).

## Известные уроженцы
- Лазарь Андрысович